# Oliver Hegi
Oliver Nicola Hegi (Villmergen, 20 febbraio 1993) è un ginnasta svizzero, campione europeo alla sbarra nel 2018. Ha rappresentato la Svizzera ai Giochi olimpici estivi di Rio de Janeiro 2016.